# Rheodytes devisi
Rheodytes devisi (лат.) — вид вымерших черепах из семейства змеиношеих, существовавших в плейстоцене на территории Австралии. Был описан по материалам, первоначально включенным в описание другой ископаемой черепахи — Elseya uberima.